# Rodillo de cocina

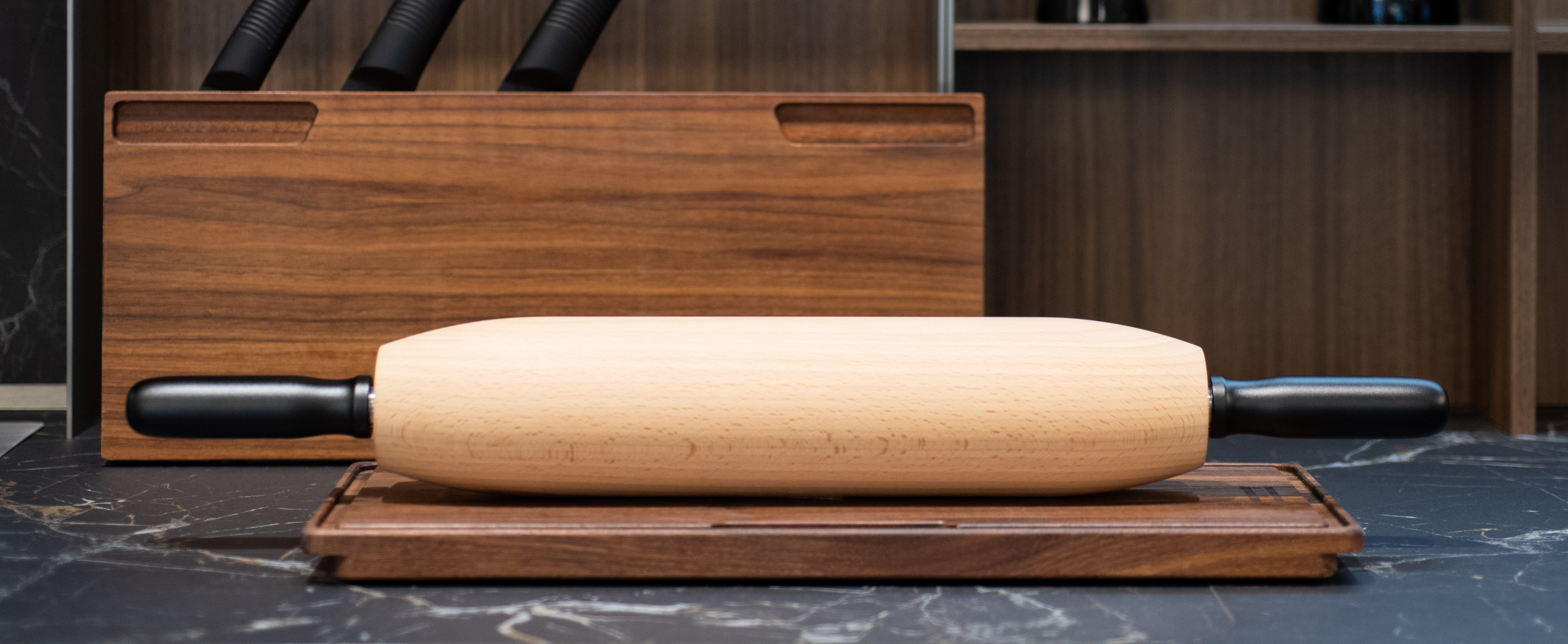
Un diseño de rodillo híbrido que combina las características de un rodillo tradicional y un rodillo francés.

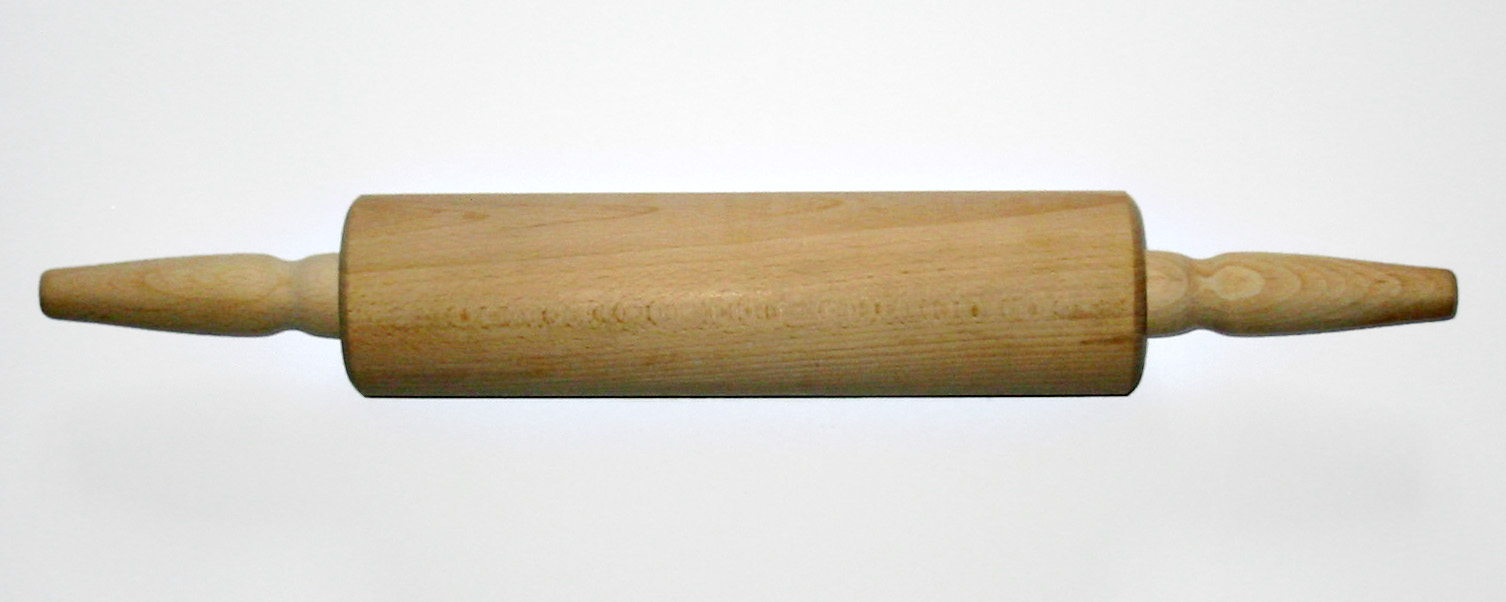
Rodillo tradicional de madera de haya

El palo de amasar, rodillo de cocina o uslero es un utensilio de cocina de forma cilíndrica, de longitud entre los 20 y los 40 centímetros, que se emplea para dar forma y aplanar la masa.                            

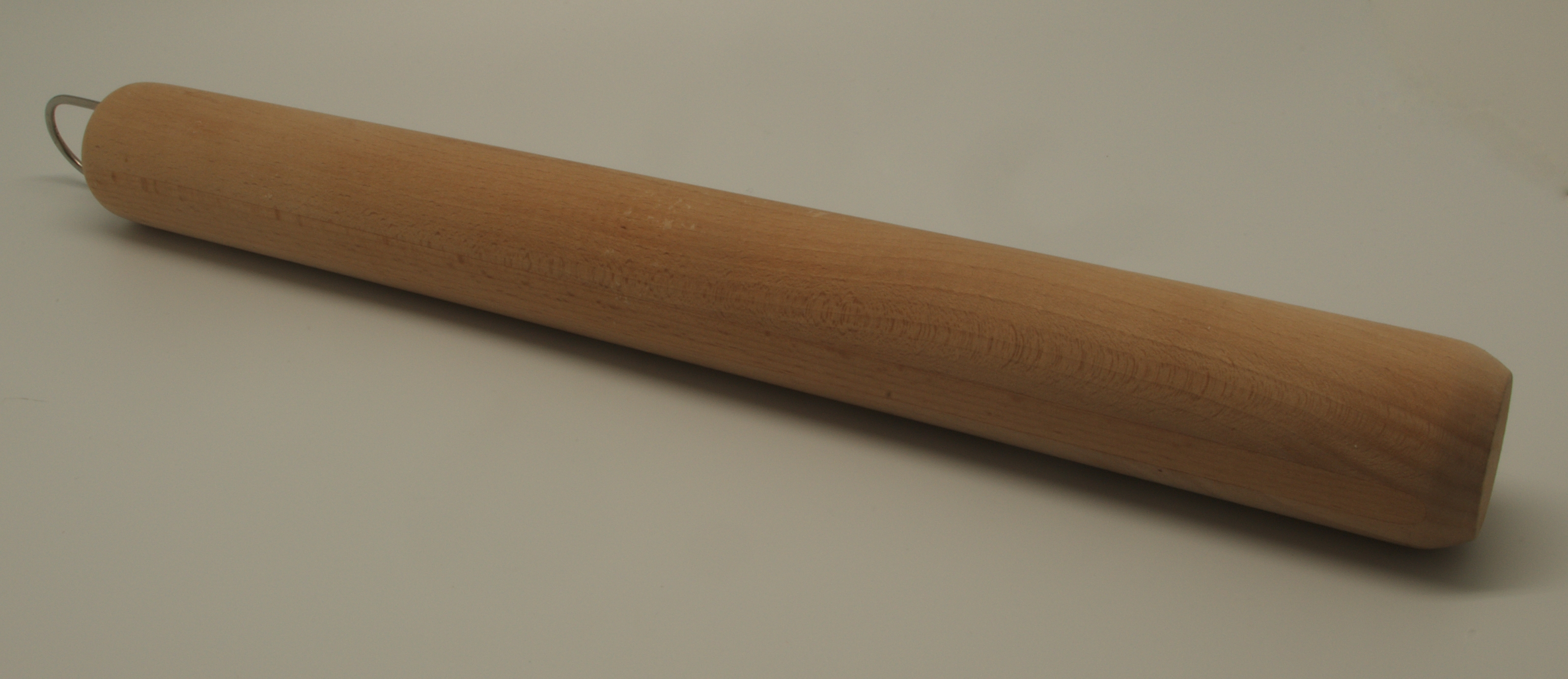
Rodillo de tipo francés.

Existen dos tipos principales de rodillos: el tipo francés, que no tiene asas y consiste en un cilindro sólido con bordes a menudo cónicos, y el tipo tradicional, que tiene asas y un cilindro giratorio. Un rodillo híbrido, diseñado por Rolling Wonder, combina las características de los tipos tradicional y francés.
En España suelen elaborarse con madera de arce o haya ya que son estas maderas las que permiten mayor deslizamiento de las pastas. Otros materiales pueden ser baquelita, metal o incluso mármol.[cita requerida]
Hay que ser extremadamente cuidadosos con la higiene del mismo, puesto que la humedad podría provocar la proliferación de hongos en su superficie.[cita requerida]
Cuando no se cuenta con uno, puede suplirse con una botella,  vaso o un rollo de cartón de papel de aluminio, pero el trabajo se dificulta bastante.[cita requerida]